# Sonnenfinsternis vom 26. Januar 2028
Die ringförmige Sonnenfinsternis vom 26. Januar 2028 spielt sich größtenteils über Ecuador, Peru, Brasilien, Suriname, Spanien und Portugal sowie dem Pazifik und dem Atlantik ab. Das Maximum der Finsternis liegt ca. 300 km westlich von Macapá, der Hauptstadt des brasilianischen Bundesstaates Amapá; die Dauer der Ringförmigkeit liegt dort bei 10 Minuten und 27 Sekunden.

## Verlauf
Die Zone der ringförmigen Verfinsterung überstreicht die Galapagosinseln, bevor sie die Küste Südamerikas erreicht. Auf dem Weg zum Atlantik werden der Süden Ecuadors, der Norden Perus und das nördliche Amazonasbecken sowie der Süden von Französisch-Guayana überstrichen. Auch der äußerste Süden von Suriname liegt in der ringförmigen Zone.
Im Atlantik liegt die Inselgruppe Madeira auf dem Weg des Mondschattens.
Zum Abschluss überquert die Zone der ringförmigen Verfinsterung bei tiefstehender Sonne die Iberische Halbinsel – zunächst den Süden Portugals, dann Spanien. Auf Ibiza geht die Sonne ziemlich genau bei Ende Ringförmigkeit unter. Nur der äußerste Westen Mallorcas kann den Untergang der ringförmig verfinsterten Sonne über dem Meer noch erleben.
Für Spanien ist diese Sonnenfinsternis nach den Finsternissen vom 12. August 2026 und 2. August 2027 die letzte einer Serie von drei innerhalb recht kurzer Zeit aufeinanderfolgenden Finsternissen und die zweite von drei ringförmigen Sonnenfinsternissen im 21. Jahrhundert.

## Orte in der ringförmigen Zone
| Land                      | Ort          | Dauer  | Uhrzeit (UT) | Bemerkung          |
| ------------------------- | ------------ | ------ | ------------ | ------------------ |
| Ecuador (Galapagosinseln) | Puerto Ayora | 5m 38s | 13:25        | [ Sichtbarkeit 1 ] |
| Ecuador                   | Machala      | 8m 0s  | 13:37        |                    |
| Peru                      | Iquitos      | 8m 39s | 13:37        |                    |
| Brasilien                 | Manaus       | 7m 14s | 13:50        |                    |
| Portugal (Madeira)        | Funchal      | 6m 57s | 16:50        |                    |
| Spanien                   | Sevilla      | 7m 15s | 16:56        | [ Sichtbarkeit 2 ] |
| Spanien                   | Valencia     | 7m 2s  | 16:57        | [ Sichtbarkeit 3 ] |
| Spanien (Ibiza)           | Ibiza        | 4m 24s | 16:57        | [ Sichtbarkeit 3 ] |
| Spanien (Mallorca)        | Andratx      | ca 1m  | 16:57        | [ Sichtbarkeit 4 ] |

1. ↑  Sonne geht partiell verfinstert auf.
2. ↑  Sonne geht partiell verfinstert unter.
3. 1 2  Sonne steht sehr tief und geht bald nach der Ringförmigkeit partiell verfinstert unter.
4. ↑  Sonne geht während Ringförmigkeit unter.

## Sichtbarkeit im deutschsprachigen Raum
Die Finsternis ist in großen Teilen im Westen und Süden des deutschsprachigen Raum, als partielle Sonnenfinsternis, die ihre maximale Verfinsterung bei Sonnenuntergang erreicht, sichtbar. Die größte Verfinsterung wird im Südwesten, in Zermatt im Schweizer Kanton Wallis, mit maximal zu 78 % Bedeckung erreicht. Östlich einer Linie Hamburg-Magdeburg-Linz ist die Sonne bereits untergegangen, die Finsternis bleibt unsichtbar.
Die nächstfolgende, im deutschsprachigen Raum sichtbare Sonnenfinsternis, ist die Sonnenfinsternis vom 1. Juni 2030.